# Soroush Helali
Soroush Helali (Teheran, 7 juli 1991) is een Belgisch-Iraanse film- en televisie acteur. 

## Biografie
Soroush Helali werd geboren in Iran en migreerde op elfjarige leeftijd samen met zijn ouders naar België.
Soroush volgde zijn middelbare studies aan het Heilig Hartinstituut in Leuven. Nadien studeerde hij af aan Luca School of Arts in Brussel, waar hij zijn masterdiploma behaalde als film regisseur. Momenteel (sinds 2017) zet hij zijn carrière voort als acteur.
Hij is een voormalig lid van het Belgische nationale Jiu-Jitsu team en nam deel aan de Ju-Jitsu World Championships in Parijs in 2014. Hij heeft ook een achtergrond in mixed martial arts, met verschillende professionele wedstrijden, en is houder van een zwarte band in Brazilian Jiu-Jitsu. Daarnaast behaalde hij verschillende medailles in zowel internationale als Europese als nationale kampioenschappen. Hij combineert zijn sportieve expertise met zijn carrière in de entertainmentindustrie.

## Filmografie
Film
| Jaar | Titel            |
| ---- | ---------------- |
| 2012 | Innocent belgium |
| 2017 | Blue silence     |
| 2021 | Dogfights        |
| 2024 | Dead of night    |
| 2024 | Running dry      |

Televisie
| Jaar | Titel          |
| ---- | -------------- |
| 2022 | De Bunker      |
| 2023 | Rough Diamonds |
| 2023 | Onder De Radar |
| 2024 | Arcadia        |
| 2025 | The Assassin   |